# F-35 лајтнинг II
F-35 лајтнинг II је једномоторни вишенаменски борбени авион пете генерације, са умањеном уочљивошћу. Намењен је за превласт у ваздушном простору, борбу против циљева на земљи и мору, као и за извршавање задатака извиђања. Произашао је из експерименталног авиона -35, који је победио на конкурсу у програму Здружени јуришни ловац (енгл. Joint Strike Fighter). Још увек је у фази развоја, која је продужена због повећања захтева, трошкова и смањеног буџета. Америчко министарство одбране је својим извештајем од 26. јануара 2012. године потврдило подршку и висок приоритет програму F-35.
Досадашњи развој су финансирале САД и Уједињено Краљевство, а придружиле су им се и друге државе, које намеравају да тај авион уведу у своју оперативну употребу. Развој авиона  лајтнинг II, одвијао се у три варијанте: са класичним полетањем и слетањем, вертикалним полетањем и слетањем, а трећа је морнаричка за палубну употребу са носача авиона. За све три варијанте делови су максимално унификовани, са међусобном подударношћу од 80%. Постигнута је смањена уочљивост (стелт), у коме циљу је пројектовано и унутрашње ношење наоружања, у „бункеру“ у трупу авиона.
Прототипски развој и пројектовање је реализовала фирма Локид Мартин, која је и носилац развоја експерименталног авиона X-35, претходника овом програму. Прототип авиона  лајтнинг II је први пут летео 15. децембра 2006. године.
Вишенаменски авион F-35 лајтнинг II намењен је у перспективи да замени цео скуп борбених авиона средње класе, који су тренутно у оперативној употреби у Сједињеним Америчким Државама, Уједињеном Краљевству и код осталих њихових савезника. На тај начин ће то бити најмасовнији интернационални авион у ратним ваздухопловствима и морнарицама већег броја земаља.

## Развој

### Захтеви програмаи избор концепције
Заједничким програмом развоја авиона ловца–бомбардера (енгл. Joint Strike Fighter Program JSF), замишљено је да се добије рационално решење за масовно коришћени авион, којим би се у будућности заменила већина постојећих у вишегодишњем наоружању САД, Уједињеног Краљевства, Канаде, Аустралије и њихових савезника. Углавном се ради о замени за познате авионе F-16, A-10, F/A-18 Хорнет (искључујући новије варијанте F/A-18E/F Супер хорнета) и тактичке авионе AV-8B Харијер II, БАЕ Харијер II (отвори и види слику доле). У оквиру тог програма понуђено је решење X-32 фирме Боинг и X-35 од Локид Мартина. Изабрано је решење X-35, као основа за развој авиона, који је назван F-35 лајтнинг II. На основу истраживачког програма X-35, покренут је развој авиона -35 лајтнинг II, у три варијанте, са критеријумом минимизације укупних трошкова. Планирано је да 80% делова буду исти код све три варијанте авиона:
- , варијанта којој је потребна слетна и узлетна стаза као и код конвенционалних авиона (енгл. conventional take-off and landing CTOL),
- , варијанта авиона у којој је могуће вертикално полетање и слетање (енгл. short take off and vertical landing STOVL) и
- , морнаричка варијанта оптимизирана за носаче авиона, где је полетање уз помоћ катапулта, а слетање са хватањем развученог ужета, са куком (енгл. Catapult Assisted Take Off But Arrested Recovery ).[6]

Уз међусобно допуњавање, планирано је да у масовној оперативној употреби Сједињених Америчких Држава, Велике Британије, Италије, Холандије, Турске, Канаде, Данске, Аустралије и Норвешке, остану ове три варијанте авиона F-35, све до периода и иза 2040. године. F-35 лајтнинг II треба у савезничким државама, у будућности, да се допуњава са F-22 Раптором, Јурофајтером и F/A-18E/F Супер хорнетом.
Представник фирме Локид Мартин, Џорџ Стандриџ (енгл. George Standridge), рекао је да ће F-35 бити четири пута ефикаснији од претходних ловаца у борби ваздух-ваздух, осам пута ефикаснији у борби ваздух-земља, и три пута ефикаснији у извиђању и супротстављању противваздухопловној одбрани. То ће постићи, у односу на претходне авионе, иако има већи асортиман захтева и мању логистичку подршку, са приближно истим трошковима набавке (ако се занемаре трошкови развоја). Захтеви су амбициозни, да се пројектом F-35 постигне супериорност у задацима ваздух–земља и у периоду након 2040. године и да буде одмах иза F-22 Раптора по супериорности у ваздушном простору. То су високи захтеви у наменама где су пројектни услови наглашено међусобно супротстављени. Карактеристике смањене уочљивости, високог маневра и напредних система, обезбедиће авиону F-35 изузетне способности и предности у двадесет првом веку у ваздушном простору.
Уговор за развој програма JSF, са фирмом Локид Мартин, потписан је 16. новембра 1996. године, а уговор за развој система и демонстрацију примењених технологија (SDD), 26. октобра 2001. Постављени тактичко–технички захтеви су испуњени, X-35 има капацитет за даљи развој и унапређење, уз незнатан ризик. Изненађење је да је авион добио ознаку F-35, пошто је логично следио назив F-24.
Америчко Министарство одбране, у своме извештају од 26. јануара 2012. године, потврдило је приоритет за одбрану даљег одвијања програма F-35, који укљује све 3 варијанте авиона, али са успореном динамиком набавке. Фаворизовано је одвијање испитивања, уз даље минималне развојне измене пројекта авиона.

### Прототипски и предсеријски развој
На основу експерименталних истраживања у аеротунелима, Локид Мартин је незнатно изменио свој понуђени концепт X-35 у пројекат F-35. Предњи део трупа авиона је продужио за 130 mm, са чиме је повећан потребни простор за уградњу опреме. Сходно томе, хоризонтални стабилизатор је померен уназад за 51 mm. На тај начин су задржани задати параметри стабилности и управљивости авиона. Горња контура трупа је подигнута дуж осе за 25 mm, у циљу унификације решења које испуњава услове за све три варијанте авиона. Такође, одлучено је да се повећа наоружање варијанте са вертикалним полетањем F-35B, тако је унификован „бункер“ за смештај истог наоружања у труп за све три варијанте авиона. Закрилца су са електромеханичким погоном, а преостали извршни механизми команди лета су са хидросистемом, који није класичан. Све командне површине погоњене су са самосталним електро–хидрауличким системима. Самосталне пумпе се покрећу електроенергијом, интегрисане су са телом сваког појединачног хидрауличког покретача. Ово је предност, избегнуте су одвојене централизоване моторске пумпе, велика количина (маса) уља и мрежа хидро цеви. Лакше је за одржавање, мања је укупна тежина и веће је борбено преживљавање, у односу на традиционални хидраулички систем.

Претила је опасност, да због испуњења ових услова унификације, варијанта F-35B не испуни захтеве за тражене перформансе, јер је маса тога авиона нарасла за 1.000 kg (8%). Локид Мартин је повећао потисак мотора свим варијантама, унификовано је смањио величину заједничког оружја у „бункеру“, смањио вертикалне стабилизаторе, прерасподелио потисак код F-35B, репројектовао склапајуће крило изменивши пројекат заједничких унификованих делова и интервенисао на електро систему и централном делу трупа авиона непосредно иза кабине. Промене су усаглашене на све три варијанте и одржан је висок ниво унификације делова. До септембра 2004. године, смањена је укупна маса авиона за 1.200 kg. 
Међусобним поређењем варијанти F-35C и F-35A, уочава се да F-35C има веће крило и хоризонтални реп, због нужности мањег односа тежине и површине (G/S), што обезбеђује мању минималну брзину и кратко полетање и слетање. Крило F-35C се склапа и на палуби брода се авиони лакше „паркирају“. Наравно, F-35C има јаче стајне органе и куку за кочеће уже. Стајни органи за морнаричке авионе, пројектују се за веће вертикалне брзине пропадања при слетању на палубу брода. F-35C верзија има краће вертикалне стабилизаторе, који су репројектовани због нужног смањења тежине авиона.
За погон авиона F-35 разматрано је неколико мотора и коначно је одлучено да се користи модификован P&W F119, подешен у варијанту P&W F135-100/400/600.
Производња делова за први прототип авиона F-35B, почела је у новембру 2003. Фирма Локид Мартин главни је финални извођач производње. Поред тога што обавља завршну монтажу, изводи интеграцију општих система и производи предњи и централни део трупа, крило и команде лета. Нортроп Граман испоручује радар са решеткастом антеном са активним електронским скенирањем, електро-оптички дистрибутивни систем (DAS), комуникационе, навигационе и идентификационе системе, наоружање и стајне органе. BAE систем испоручује командне површине и задњи део трупа, хоризонтални и вертикални реп, систем за спасавање пилота, системе за електронско ратовање, горивни систем и софтвер команди лета. Аленија ће у серијској производњи вршити финалну монтажу италијанских авиона, а осталима ће се накнадно прецизирати кооперацијско учешће. F-35 програм је захтевао велике инвестиције у аутоматизованим производним погонима. На пример, у Локид Мартину за увођење специјалне производње крила, са савременом монтажном „траком“. У новембру 2009, шеф програма F-35, преко представника за међународне послове Пентагона, изјавио је да САД неће делити свој софтвер са савезницима за F-35.
Први лет прототипа, AA-1 је био 15. децембра 2006. године. Овај авион се условно може назвати прототип. Настао је након спровођења свих набројаних конструктивних интервенција у циљу смањења тежине и испуњења услова унификације делова, у оквиру све три варијанте авиона -35.
Шест авиона F-35C били су комплетно готови 5. јануара 2009. године, укључујући AF-1 и AG-1, а 17 је било још у производњи. Директор програма је изјавио: „тринаест авиона, од седамнаест у производњи, су пред испитивањем на земљи и провери. Сви они су завршени у 2009. години. Остала су четири авиона прве производне варијанте и први који ће бити испоручени ваздухопловству у 2010. години.“ Амерички секретар за одбрану Роберт Гејтс, 6. априла 2009. године, тражио је убрзавање производње, пошто САД планира да укупно купи 2.443 авиона .

У августу 2010. године, Локид Мартин је најавио кашњење у решавању конструктивног решавања склапања крила, пошто су наступили производни проблеми, што може знатно успорити почетну производњу.
У октобру 2011. године, два су авиона F-35B предата на испитивање Ратној морнарици САД у трајању од три недеље. Они су направили више од 28 сати летења, укључујући 72 кратка полетања и вертикална слетања.
| Етапно унапређивање решења на -35 | Етапно унапређивање решења на -35 | Етапно унапређивање решења на -35 | Етапно унапређивање решења на -35 |
| Испитивање | Реализован први лет               | План. лет, од 2007.               | Опис |
| --- | --------------------------------- | --------------------------------- | --- |
| AA-01 | 15. децембар 2006.                | –                                 | Први авион за развој система за почетну А-верзију. До 17. децембра 2009 направио је 91 лет. Од тада се користи за експериментисање.                                                                    |
| AF-01 | 14. новембар 2009.                | мај 2009.                         | Први предсеријски авион са значајним смањењем тежине у односу на AA-01. |
| AF-02 | 20. април 2010.                   | август 2009.                      | Заједно са AF-01 се користи у центру Едвардс, са првенственом наменом за испитивање наоружања. |
| AF-03 | 7. јули 2010.                     | јуни 2009.                        | Други предсеријски авион, са пуном опремом. |
| AF-04 | 30. децембар 2010.                | –                                 | – |
| AG-01 | –                                 | –                                 | Структура за статичка испитивања у лабораторији. Завршена је у јулу 2009. године и предата на испитивање.                                                                                              |
| AJ-01 | –                                 | –                                 | Структура за статичка испитивања у лабораторији. Завршена је средином 2010. године и предата на испитивање.                                                                                            |
| BF-01 | 11. јуни 2008.                    | –                                 | Први авион за варијанте. Предат је до 15. новембра 2009. године. Изведено је прво вертикално слетање 18. марта 2010. године.                                                                           |
| BF-02 | 25. фебруар. 2009.                | јануар 2009.                      | Реализовано је доливање горива у лету у августу 2009. године. Вежбао је први пут F-35 са интерним транспортом бомби GBU-12 и ракетама AIM-120 AMRAAM. Предат је 29. децембра 2009. године.                              |
| BF-03 | 2. фебруар 2010                   | мај 2009.                         | Први авион који је користио кацигу са генерисањем 2D слике на визиру. Касније је углавном служио за процену аеродинамике, века структуре и за испитивање система. Предат је 17. фебруара 2010. године. |
| BF-04 | 7. април 2010                     | март 2009.                        | Први предсеријски авион варијанте B, са комплетном опремом. |
| BF-05 | 27. јануар 2011.                  | новембар 2009.                    | Последњи предсеријски авион варијанте . |
| BG-01 | –                                 | –                                 | Структура за статичка испитивања у лабораторији. пролеће 2008. године, почела су испитивања |
| BH-01 | –                                 | –                                 | Структура за статичка испитивања у лабораторији. Завршена у 2010. години, и почело је испитивање. У новембру 2010. године, појавила се прскотина на задњем делу трупа.                                 |
| CF-01 | 6. јуни 2010.                     | октобар 2009.                     | Први авион варијанте C, предат новембра 2010. године. |
| CF-02 | 29. април 2011.                   | децембар 2009.                    | Испитивања у лету су још у току. |
| CF-03 | –                                 | новембар 2009.                    | – |
| CG-01 | –                                 | –                                 | Структура за статичка испитивања у лабораторији. Завршена су испитивања у марту 2010. године. |
| CJ-01 | –                                 | –                                 | Структура за статичка испитивања у лабораторији. Испитивање условно почиње почетком 2012. године. |
| Легенда |                                   |                                   | |
| - AA-01 — AA означава прототип варијанте A, а 01 означава да је први. - AF-01 — AF означава предсеријски авион варијанте A, а 01 означава да је први у предсерији од произведених 4 примерка. - AG-01 — AG означава одређен део структуре авиона варијанте A, предвиђен за статичка испитивања у одговарајућој лабораторији. Ознака 01 назначава да је то први такав узорак, - AJ-01 — значи све као у претходном случају, с тим да је овде у питању други део структуре авиона. - BF-01 — је иста ознака као код легенде за AF-01, с тим што је овде у питању варијанта B - CF-01 — је иста ознака као претходном случај, с тим што је овде у питању варијанта C |                                   |                                   | |

### Повећање трошкова и даља одлагања реализације програма
Руководство програма је 2006. године упозорило да ће прекомерно усавршавање „F-35“ довести до већег јединичног поскупљења у производњи и испитивању. До поскупљења долази због накнадних модификација неколико стотина готових авиона, чија је производња планирана пре потпуног завршетка развоја. У новембру 2010. године, утврђено је да стално додавање захтева и његово продужено „сазревање“ додатно компликује процес ефикасне производње авиона у програмираним роковима. Међутим, због великог обима испитивања, која затим следе, програм би могао значајније да се измени у производном процесу, што значи и накнадно повећање трошкова. Годину дана касније, шеф програма је потврдио да је стално одлагање „замрзавања“ решења у програму велика грешка. Због чега је Пентагон при уговарању инсистирао да Локид Мартин учествује у покрићу допунских трошкова спровођења измена на готовим авионима, који су првенствено произашли услед специфичних захтева иностраних купаца. Ти захтеви се после репројекта и модификација на једном од авиона, морају испитати и верификовати у лету. Ако се та допуна усвоји као стандард, ретроактивно се спроводи на свима, до тада произведеним, авионима. Све те фазе допунског развоја и ретроактивне реализације на готовим авионима изазивају директне и индиректне велике допунске трошкове. Локид Мартин је приговарао за предложену поделу допунских трошкова, стављајући у први план свој ризик. Одбор сената за одбрану је подржао дељење трошкова, који нису проузроковани допунским захтевима Пентагона. У децембру 2011. године, Локид Мартин је пристао на дељење тих допунских трошкова.
Почетну оперативну способност F-35 одредиће развој софтвера пре него производња хардвера или обука пилота.
Медији, наводећи изворе из Пентагона, објавили су 21. априла 2009. године, да је током 2007. и 2008. рачунарска шпијунажа успела да ископира и поквари неколико терабајта података везаних за пројектовање авиона и електронских система. Тиме је нарушена тајност података и умањена планирана ефикасност авиона, пошто је потенцијално омогућен развој одбрамбених система против дејства F-35. Локид Мартин је одбацио те информације о безбедносној угрожености пројекта, рекавши да не верује да су било који тајни подаци били украдени. Међутим, други извори су сугерисали да је то ипак тачно и да је тиме изазвано значајно уношење измена у пројекат, а подаци о хардверу и софтверу су накнадно посебно рачунарски заштићени, што исто има утицаја на повећање трошкова и пролонгирање рокова реализације.
Подсекретар одбране за набавке, технологију и логистику, 9. новембра 2009. године је признао да је Пентагон оформио заједнички тим за процену трошкова, који ће сагледати могуће будуће трошкове, њихово прекорачење у пројекту и да ће предузети мере да се исти избегну. Секретар за одбрану Роберт Гејтс је 1. фебруара 2010. године, направио кадровске промене у вођењу програмом и ускратио је Локид Мартину исплату 614 милиона америчких долара, због неоправданог прекорачења уговорене цене и кашњења у реализацији.
Комитет за одбрану америчког Сената је добио извештај 11. марта 2010. године, од своје Владе, са образложењем пројектованих укупних јединичних трошкова за F-35A од 112 милиона америчких долара у 2010. Јединична набавна цена по авиону је порасла у односу на децембар 2010. за више од 50% од цене у 2002. године, а за 17% од 2007. У 2002. години, била је пројектована јединична цена F-35 на око 50 милиона америчких долара и иста је нарасла до 2007. на 69, а на крају 2010. на више од 80. Секретар за одбрану Роберт Гејтс је 24. марта 2010. године, у сведочењу пред америчким Конгресом, констатовао да су прекорачења трошкова и кашњење програма „неприхватљиви“. Међутим, Гејтс је инсистирао на стратешком опредељењу да у будућности F-35 постане „кичма америчких ваздухопловних снага нове генерације“ и обавестио Конгрес да је продужио развојни период за додатних 13 месеци и буџетски оквир финансирања за 3 милијарде америчких долара за повећан обим испитивања, са споријом динамиком серијске производње од раније планиране. Истовремено је захтевао да фирма Локид Мартин учествује у повећаним владиним трошковима са 20%.
У новембру 2010. године, као део мера смањења трошкова, америчка национална комисија о фискалној одговорности и реформи предложила је укидање набавке варијанте авиона F-35B и смањење поруџбина F-35A и F-35C на половину. У исто време медији су објавили да званичници Пентагона разматрају укидање варијанте F-35B јер је малог долета, због чега ће се морати авио базе или бродови носачи авиона приближити непријатељу и бити у домету непријатељских тактичких балистичких ракета. Међутим представник фирме Локид Мартин је то демантовао, са образложењем да је та „гласина“ само резултат традиционалних тензија између Америчког ратног ваздухопловства и Морнарице, а суштински не постоји друго и боље решење од F-35B за увођење у употребу, уместо већ застарелих AV-8B. Истовремено је тврдио да неће бити даљих одлагања утврђених рокова и повећања трошкова у развојном процесу због техничких проблема са софтвером и конструкцијом авиона. Напоменуо је да већина досадашњих одлагања рокова и повећања трошкова произилази из значајно већег броја реализованих летова за испитивање, од планираних.
Према званичним информацијама из Пентагона, програм је реструктуриран са додатном годином дана одлагања и 5 милијарди долара у додатним трошковима. Авион BF-4 (вертикално полетање и слетање), произведен у стандарду софтвера блока 1, узлетео је први пут 5. новембра 2010. године. Тај стандард обухвата решење са фузијом информација сензора и са почетним издањем наоружања. Од краја 2010. године, остало је да се напише само 15% софтвера, али који се односио на најтеже делове посла попут фузије података. Међутим, 2011. године је откривено да је испрограмирано само 50% од осам милиона кодних линија и да је потребно још шест година рада и додатних 110 софтверских инжењера, како би се завршио програмерски посао за нови распоред. То подразумева и велики број додатних летова за истраживачку и верификациону намену.
У јануару 2011. године, Секретар за одбрану Роберт Гејтс изразио је незадовољство Пентагона због енормно високих трошкова програма F-35, рекавши да је: „понашање руководства програма такво да се бескрајно троши новац и да морају наћи начина да се уздрже од тога“. Фокусирајући своју пажњу на проблематичну варијанту F-35B, Гејтс је одредио за њу „две године приправничког стажа“, рекавши да је „треба отказати“ ако буде неуспешна. Међутим и поред тога, Гејтс је изразио јаку глобалну подршку програму. Неки аналитичари, имајући у виду стални раст трошкова, тврде да се програм F-35 претворио у „рупу без дна“.
Бивши директор Пентагона, Паул Камински је рекао да је недостатак комплетног плана испитивања за пет година повећао трошкове развоја авиона. Од фебруара 2011. године, главни недостаци на авиону су звук мотора и уочене мане кациге са монтираним приказивањем слике на визиру.
Тренутна је испорука стандарда авиона са основном борбеном способношћу, а трајаће до краја 2015. године, а затим следи са пуном способношћу (блок производње са софтвером 3), све до краја 2016. Развојни трошак за авион, нарастао је на износ од 56,4 милијарде америчких долара, а рокови завршетка су померени на 2018. годину, када је по претходној динамици требало да буде испорука конфигурације блока пет. То представља 26% повећања трошкова и петогодишње померање рокова у плану у односу на усвојено у 2007. години.
Кашњење програма F-35 може да доведе до празнине у ловачкој авијацији, коју ће Американци и друге земље осетити, пошто ће им недостајати довољан број способних ловачких авиона за њихове потребе. Израел може да затражи куповину половне F-15С, да би покрио празнину у тренутном стању. Аустралија такође може тражити да купи америчке ловце како би задовољила сопствене потребе, настале због кашњења F-35.
У мају 2011. године, Пентагонов стручњак за трговину са оружјем је изјавио да јединична цена од 133 милиона америчких долара није конкурентна.
У 2011. години, часопис Економист је упозорио да је F-35 био у опасности да склизне у „спиралу смрти“, где расту цене по авиону, а укупни трошкови би довели до смањења укупног броја ваздухоплова, што даље повећава јединичну цену, као кад се „грудва снега котрља низ падину и стално расте“. Повећања јединичне цене авиона би расла због деобе расхода за развој на мањи број примерака произведених авиона, а то опет утиче на смањивање поруџбина. У петом блоку стандарда су укинута четири авиона, да би се анулирали прекорачени трошкови. У 2012. години су укинута још два. Локид Мартин је признао да ће успоравање куповине повећати јединичне трошкове. Шеф за куповину авиона америчког ваздухопловства је истакао да ће Локид морати да смањи инфраструктуру како би одговорио смањењу тржишне цене своје летелице. Локид је рекао да ће успоравање америчких поруџбина ослободити капацитете да задовоље изузетно кратке рокове испоруке страним партнерима за замену својих старих ловачких авиона. Међутим, Јапанци су упозорили да могу да одустану од куповине ако се јединична цена значајније повећа.
Било је сугерисано да би било јефтиније изградити додатне F-35С са познатим неисправним („фаличним“) структурама а проблеме решити касније, него чекати успостављање пуне производње са коначно разрешеним стандардом.

### Забринутост због перформанси и поузданости
У 2006. години смањена је површина радарског пресека авиона F-35 на величину која се тешко уочава. Површина радарског пресека је еквивалентна величини одбојкашке лопте израђене од мермера, или лоптице за голф од метала.
Постављено је питање за оправданост америчког приоритетног ослањања на ловачке авионе недовољног долета, као што су F-35 и F-22, у могућем будућем сукобу са удаљеним противником као што је Кина. Са те тачке гледишта предложено је смањење броја F-35С, у корист повећања улагања у авионе бомбардере наредне генерације, са већим долетом. Амерички Секретар ваздухопловства је одбацио овај предлог 2007. године. Центар за стратегијске и буџетске процене је указао, у 2011. години, на недостатке F-35, који су суштински признати са чињеницом његовог репрограмирања. Истовремено су истакли неопходност његовог прекида и давања предности програму бомбардера. Тврдећи да су они борбено ефикаснији. На то је Генерални директор Института за ваздухопловне студије реаговао да је извршено репрограмирање пројекта F-35 доказ поверења у њега, а не скривање неких његових недостатака и нису то мере за његово вештачко преживљавање. Локид Мартин је такође изјавио да је F-35 пројектован да дејствује са бомбама и ракетама скривеним у „бункеру“ при максималној надзвучној брзини, што посебно одређује његове високе борбене и оперативне карактеристике у односу на друге авионе.
У 2008. години медији су објавили да је направљена симулација борбе Су-35 и F-35, у којој побеђује Сухој. На основу те информације је аустралијски министар одбране затражио званични извештај о томе. У послатом извештају је наведено, да је симулација била непрецизна и да унети подаци у симулациони модел нису били тачни за оба авиона. Пентагон и Локид Мартин су истакли да се ове симулације не односе на борбу ваздух-ваздух. При томе, Локид Мартиново саопштење указује да се симулације ваздухопловства односе на могућности учинка F-35 у борби ваздух-ваздух против могућих непријатеља који су описани као ловци четврте генерације, при томе се тврди да је F-35 од њих за 400% ефикаснији. Ваздухопловство тврди да F-35 има значајну предност у борбеном заокрету у односу на садашње и будуће претње у борби ваздух-ваздух, укључујући и Сухоја. Природа симулације, као и услови на основу којих се тврди да је већа ефикасност од 400% остаје нејасна, како и на основу чега је то изведено.
Што се тиче првобитног плана да се „утопе“ само две ракете ваздух-ваздух у труп F-35, ваздухопловни стручњаци сматрају да је то мало и ризично да се са тим улази у борбу ваздух-ваздух. Међутим, Норвежани су захтевали опремање F-35 са шест пројектила AIM-120D до 2019. године.
На писане критике за борбену способност ваздух-ваздух и за перформансе авиона -35, са тврдњом да му је слаб борбени заокрет и способност пењања, пробни пилот фирме Локид Мартин је узвратио са мишљењем „да у борби ваздух-ваздух F-35 има скоро исти потисак колика му је и тежина, као и да има систем команди лета који му омогућава да буде у потпуности управљив чак и на нападном углу од 50 степени“.
Чен Ху, уредник у часопису „Светска војна питања“ (енгл. World Military Affairs), истакао је да је F-35 прескуп, јер се са њим покушавају обезбедити три типа ловца потребних могућности за све три америчке одбрамбене службе у заједничком решењу једног авиона. Такође се покушавају заједно производити на истој траци са 80% идентичних делова. Сматра да студија изводљивости није била реална и да су подбациле финансијске процене. У првобитним разматрањима, одбачена је опција употребе тајфуна у британској морнарици због њиховог планираног коришћења америчког F-35. Поновљеним разматрањем плана стратегије одбране Уједињеног Краљевства, октобра 2010. године, констатована су кашњења и финансијска ограничења за F-35. Поред тога, примена F-35 захтева допунске радове и трошкове на носачима авиона на увођењу модификација са катапултом за убрзавање на електромагнетни принцип. Из тих разлога је враћена идеја на морнаричку верзију Јурофајтера и најављено одустајање од поруџбине морнаричке варијанте F-35. Амерички стручњак за одбрану Винслов Вилер (енгл. Winslow T. Wheeler) и конструктор авиона Пјер Спреј (енгл. Pierre Sprey) истичу, да је F-35 „тежак и успорен“, као и да има „мале способности за велике утрошене паре“. Између осталог, истичу и недостатак противпожарних мера безбедности. Њихов коначни закључак је да би било боље за свако ратно ваздухопловство одржава своје постојеће авионе F-16 и F/A-18 у односу на куповину нових F-35. Представник Локид Мартина је истакао да недостајање противпожарног система има занемарљив утицај на способност преживљавања авиона.
У контексту продаје F-35 Израелу, тврдило се да су F-35 на нивоу F-15 који ће бити продати у Саудијској Арабији. Високи амерички званичник изјавио је да ће F-35 бити „најнеуочљивији, најсофистициранији и најсмртоноснији тактички ловац у ваздушном простору“ и додао је да ће против евентуално супротстављених F-15 бити апсолутни победник. РАФ-ов пилот Стив Лонг (енгл. Steve Long) је након лета на F-35 у 2010. години, рекао:
| „ | Овај авион ће дати РАФ-у и британској морнарици значајан скок у могућности пилота за борбу у ваздушном простору. Авион поседује изузетан ниво безбедносних упозорења и информација о томе шта се дешава у ваздушном простору и на бојном пољу или на океану, испод својих веома напредних и софистицираних сензора. Он ће се прикључити коалиционим снагама и преносиће ту слику и информације свима осталим учесницима у борби. | ” |

Експерт Локид Мартина је истакао „да електронска предност F-35, коју поседује у односу на сваки други тактички авион у свету, може бити важнија у будућим мисијама од маневарских карактеристика, иако пробни пилоти тврде да агилност одговара или превазилази сваког ловца у свету, изузев F-22 раптора“. Кључни део приче F-35 је детекција и електронска заштита, презентиране на екрану ловца. Заговорници F-22 раптора често жале за двомоторном верзијом, истичући да један мотор F-35 не може да одговара аеродинамичком маневрисању као двомоторни F-22 раптор. То је тачно, али зато F-35 нуди супериорну ситуациону свест и комуникације, јер је његова електроника новија.
У 2011. години, канадским политичарима је постављено питање поузданости авиона F-35 са једним мотором (за разлику од двомоторних конфигурација које обезбеђују двоструку резервацију поузданости са аспекта погона). Канада је имала претходно искуство са високом стопом удеса са једномоторним авионом Локид CF-104 старфајтер, код кога су многи удеси били везани за отказ мотора. Министар одбране Питер Мекеј, када је упитан шта би се десило ако на F-35 откаже тај један мотор на крајњем северу, изјавио је: „неће“.
У новембру 2011. године, Пентагонов тим за студије је идентификовао 13 области од интереса које су остале да се размотре и унапреде на F-35:
- Приказивач интегрисан на визиру пилотове кациге не функционише исправно.
- Подсистем горивног отпада представља опасност од пожара.
- Интегрисани погонски пакет је непоуздан и тешко се опслужује.
- Кука за хватање зауставног ужета непоуздано ради, на варијанти F-35C.
- Класификација „питања преживљавања“, за које су спекулисало да је угрожено са рачунарском крађом.
- Аеродинамика трисоничног крила, базираног на принципу „шведског стола“ је лошија него што се мислило.
- Век структуре неће прећи животни век летелице.
- Реализацијом програма испитивања у лету треба открити све слабе области.
- Развој софтвера касни.
- Прети опасност да ће варијанта F-35B прећи критичну тежину, која ће јој угрозити перформансе вертикалног полетања, слетања и лета.
- Систем проветравања и грејања кабине не ради добро, на варијанти авиона .
- Аутоматизовани информациони систем логистике је само делимично развијен.
- Преднапонска заштита на F-35 није верификована, за области које изазивају забринутост.

У децембру 2011. године, Пентагон и Локид Мартин су се споразумели да се осигура финансирање и реализација за почетак пете партије авиона F-35, чији стандард још није дефинисан и поред општих националних мера штедње које утичу на програм.

## Пројекат
По спољњем изгледу, F-35 је мање више конвенционалан авион. Он је једномоторни, елегантнији „брат“ од двомоторног F-22 раптора, на коме је примењено доста његових решења. Пројекат издувних млазница мотора је инспирисан решењем General Dynamicsа за морнаричког суперсоничног ловца са вертикалним полетањем и слетањем, које је предложено још 1972. године. За специфичан развој варијанте F-35B, Локид се консултовао са Јаковљевим пројектним бироом, користећи његове конструктивне податке из њиховог експерименталног авиона Јак-141. Тако да су нека решења са експерименталног авиона Јак-141, која никада нису серијски реализована, то доживела на америчком F-35B. У САД је било неколико експерименталних пројеката, демонстрационо реализованих и испитаних почетком шездесетих година, укључујући и морнарички неуспели авион Роквел XFV-12. Коначно, F-35B је први амерички оперативни надзвучни авион, са вертикалним полетањем и слетањем.
F-35 има максималну брзину еквивалента Маховом броју од М = 1,6. Детаљније остале карактеристике, за све три варијанте, дате су у табели у поглављу „карактеристике“. „Лајтнинг II“ је знатно тежи од „лаких ловаца“ које треба у перспективи да замени. Празан и са максимално бруто тежином, он је најближи авиону F-105 Тандершифу, који је највећи једномоторни ловац од Вијетнамског рата до сада. Међутим, F-35 поседује модеран мотор, са преко 60% више потиска у авиону исте тежине, тако да је по вредности потиска и специфичног оптерећења крила много ближи авиону F-16 Фајтинг фалкон (види опште упоредне разлике F-35 у изгледу у плану, у односу на актуелне ловачке авионе, на доњој слици, отвори).
Помоћник Секретара ваздухопловства за материјалне набавке, генерал-потпуковник Марко Мистрес је рекао да је -35 пројектован да буде амерички „врхунски убица ракетних система земља-ваздух, јединствено опремљен за ову мисију са великом процесорском моћи, са савременим радаром са антеном са прорезима (електронско скенирање), са напредном камером за препознавање циљева и са високом интеграцијом свих система“.
Неке од предности у односу на тренутну генерацију ловачких авиона су:
- Издржљивост, лако се одржава технологија за смањење уочљивости првенствено облога од композитних влакана преко оплате змаја авиона, уместо тешког одржавања облоге од специјалних боја које се тренутно користе;
- Интегрисана авионска опрема и фузија сигнала сензора, која комбинује информације при искљученим и укљученим групама сензора у намени да се повећа ситуациона свест пилоту и побољша идентификација циља и дејства оружја и то релејно укључено на информације па брзо на искључено;
- Висока брзина преноса сигнала, укључујући умрежавање IEEE 1394b и оптичка влакна;
- Аутономна глобална логистичка провера (енгл. Autonomic Logistics Global Sustainment, ALGS), аутономни логистики информациони систем (енгл. Autonomic Logistics Information System, ALIS) и аутоматско одржавање система за управљање (енгл. Computerized Maintenance Management System, CMMS) помаже да се обезбеди расположивост авиона са минималним одржавањем радне снаге.
- Хидраулички систем авиона није класичан. Све командне површине погоњене су са самосталним електро–хидрауличким системима. Директно их померају „електрохидростатички покретачи“, на основу електричног сигнала из рачунара електричних команди лета.[9][74]

Локид Мартин тврди да је F-35 намењен да има способност за блиску и борбу на дистанци ваздух-ваздух, док F-22 раптор само на дистанци. Компанија је предложила да F-35 замени већину авиона у ваздухопловству (види слику горе у поглављу „Захтеви програма JSF и избор концепције“). Предложили су да ловци F-15C/D буду у улози ваздушне супериорности а F-35B и F-15E страјк игл у улози за борбу ваздух-ваздух на малим висинама и ваздух-земља. F-35А не носи исто наоружање ваздух-ваздух као F-15E Страјк игл, а оба су способна за дејство у условима мале видљивости с тим што „лајтнинг II“ има за преко 80% мањи борбени радијус, упоређујући оба авиона у борбеној конфигурацији.
Представник Локид Мартина је подвукао да је F-35 има предност у односу на F-22 у флексибилности употребе и у напредним сензорима са софистицираном фузијом информација (види слику доле).
Већина делова структуре од композита у F-35 су направљени од „бисмалеимида“ (енгл. bismaleimide, BMI) (хемијски композит са формулом H2C2(CO)2NH) и епоксит смоле. Први ће бити произведени серијски авиони F-35 са структуром од „нанокомпозита“, угљеничне нано цеви ојачане са епоксидом.
F-35 програм је обезбеђен од корозије на основу стеченог искуства на F-22, који је имао те проблеме када је уведен у оперативну употребу 2005. године. F-35 користи специјалну технику у компактности структуре без порозности са чиме се избегава галванска корозија на оплати. Поред тога што има мање порозности у својој оплати, има и бољу дренажу за одвођење воде.
Студијом Америчке морнарице је показано да ће одржавање F-35 коштати тридесет до четрдесет процената више од садашњих ловаца. Пентагонова је студија показала да ће трошкови одржавања целокупне флоте F-35, у току њеног животног века, износити једну милијарду долара.

### Погон
Једномоторна конфигурација F-35 условљава снажан мотор за испуњавање захтева у борби у ваздушном простору. Као први потенцијални кандидати су били мотори P&W F135, и Џенерал електрик/Ролс Ројс F136. Први је био расположив, а други је требало да се још развија, што је отказано до децембра 2011. године. Изабран је мотор P&W F135 за све авионе F-35. То је најјачи авионски мотор који је икада направљен за ловачки авион.
Варијанта F-35B је опремљена и са системом за добијање узгонског потиска који производи Ролс Ројс. Развио га је Локид Мартин, по узору на совјетско решење за експериментални авион Јак 141.

#### Мотор
Двопроточни турбомлазни мотор Прат енд Витни F135 је изабран за погон авиона F-35, а примењује се у три варијанте. За сваку варијанту авиона и мотор има одређену специфичност:
- 100 — на авиону F-35A са класичним полетањем и слетањем,
- -400 — на авиону F-35C који користи палубу носача авиона за полетање и слетање и
- -600 — на авиону F-35B са системом за вертикално полетање и слетање.

Мотор F135 је развијен из F119, који је на F-22. Развијен је и произведен у свим варијантама од 128,1 kN и 191,3 kN потиска, без и са допунским сагоревањем. Фирма Прат енд Витни указује на то да је F135 погоднији за одржавање, у поређењу са моторима на F-16 Фајтинг Фалкону (P&W F100 и F110 GE). Пошто F135 има око 40% мање делова од свог претходника, повећана је поузданост. Истовремено је потебно мање рада и људи за његову замену.
Првобитно је било планирано да се F135 опреми са истим дводимензионалним млазником за управљање вектором потиска, који се користи на F-22. Није јасно зашто се одустало од тога решења, које даје побољшања у маневру и смањује ИЦ одраз авиона. Највероватније је то урађено због проблема управљања код варијанте авиона -35.
Мерењем буке коју производи прототип F-35А АА-1, констатовано је да је већа код авиона F-35 за 10 до 18 dB у односу на F-15 игл.
Испитивана је могућност добијања већег потиска мотора F135 и постигнута је максимална вредност од преко 220 kN. Делимични мотив Прат енд Витнија за ово, биле су и тврдње конкуренције да је GE F136 у стању да производи већи потисак од 190 kN, што је био дотадашњи најбољи резултат за F135. У авион F-35B интегрисан је најмоћнији мотор икада инсталиран у авионе у току светске ваздухопловне историје.
Рад турбине, лежајева и осталих делова у мотору се прати помоћу сензора, уз бежични пренос информација се непрекидно детектује стање.

#### Мотор GE/RR F136
Џенерал електрик/Ролс Ројс F136 (GE/RR F136) је развијан од YF120. То је била конкурентска опција мотора за „Напредни тактички ловац“, а развијен је за употребу у авионима који су претходили „раптору“, YF-22 и YF-23. Процес избора мотора је био између YF120 и YF119, пошто тада није изабран никад серијски није ни произвођен. За пројекат F-35 Џенерал електрик је желео да конкурише са тим мотором и у ту сврху је оформљен конзорцијум Џенерал електрик – Ролс Ројс, са учешћем GE 60% и 40% RR. Та нова верзија је названа F136, а прво испитивање је било 21. јула 2004. године, у опитном центру у Охају. Тада је прототип достигао максимални потисак од око 178 kN са допунским сагоревањем и 106 kN без допунског сагоревања.
У августу 2005. године, Џенерал електрик је добио уговор за развој мотора у износу од 2,4 милијарде америчких долара. Требало је завршити развој мотора F136 до 2013. године. Америчка влада је донела одлуку 6. фебруара 2006. године, да је испоручилац мотора F135 фирма Прат енд Витни за авион F-35. Главни разлог за то је што је F135 развијен из F119, који је у оперативној употреби на „раптору“, због унификације делова и техничких процедура одржавања. Ту су настала одређена неслагања коопераната Америке и Велике Британије, због сукоба економских интереса. Америчко ратно ваздухопловство се искључиво определило за употребу мотора F135 због уштеде код наведених трошкова од око 30%. Због економских интереса, одлука се суочила са критикама у Британији. Џенерал електрик је крајем 2006. наставио развој F136, са добијеним финансијским средствима од Конгреса, из резерви за фискалну 2007. годину.
При испитивању мотора F136, 2009. године, добијен је потисак од око 190 kN. У лето 2009. године, Прат енд Витни је повећао цену за F135 па су многи у америчком Сенату предлагали издвајање новчаних средстава за наставак развоја F136. Сматрајући да то даје посебну предност на извозном тржишту за повећање конкурентности авиона -35, са могућношћу избора између опција и са два мотора. Представнички дом Сената је гласао против предлога Председника Обаме и Секретара за одбрану Роберта Гејтса за продужетак финансирања мотора F136, 30. јула 2009. године. Међутим, почетком септембра 2009. године, ставка за то финансирање је уклоњена из буџета у корист додатне набавке десет транспортних авиона C-17. Средином 2011. године, Министарство одбране Сједињених Америчких Држава је саопштило одлуку Џенерал електрику и Ролс Ројсу да се зауставља рад на развоју мотора F136. Произвођачи, у жељи да задрже радне тимове, покушали су продужити рад са сопственим финансијским средствима, све у нади да ће постићи повратак мотора у конкурентски статус у финансирању. То је била нереална жеља и пројекат је до краја 2011. године коначно обустављен.

#### Систем узгонског потиска, Ролс Ројс
Систем за узгонски потисак се састоји од узгонског вентилатора, кардана, два бочна компензациона млазника за управљање са ваљањем авиона (око „X“ осе) и млазнице са три покретна сегмента који се координирано закрећу надоле око својих шарки-лежајева. Кроз ове две бочне млазнице преусмерава се хладан ваздух из компресора мотора, при малим брзинама авиона када је немогуће управљање са крилцима и флаперонима. Вентилатор је погоњен са вратилом од двостепене турбине ниског притиска, преко кардана и мењачке кутије. Потисак је векторисан са померањем сегмената млазнице око својих обртних оса („шарке-лежишта“), тако да се скрећу издувни гасови главног мотора надоле, од 0° до око 95°. Узгонски вентилатор је иза кабине, испред тежишта авиона, пречник му је 1,25 m. Он са узгонском (вертикалном) силом од приближно 80 kN поништава момент понирања и сабира се са узгонском компонентом главног потиска мотора за уравнотежење авиона дуж „Z“ и око „Y“ осе.
Три покретна сегмента су дијагонално исечена преко прирубница у цеви млазнице, која кад се закрену скрену вектор потиска мотора надоле. Та ротација за око 95 степени траје око 2,5 секунде и ствара компоненту величине око 100 kN. Дакле, авиону F-35B је за вертикално узлетање укупно на располагању потисак (узгон) од око 180 kN (80+100), пошто се на томе режиму не може користити допунско сагоревање мотора F135-600. Потребан простор, у задњем делу трупа, за закретање три сегмента млазнице, обезбеди се отварањем наменских врата у томе делу трупа.
Са млазницама команде ваљања у крилима ствара се око 2 х 9 kN потиска, одводећи ваздух из компресора авионског мотора.
За мотор F135-600 је овај систем развијен у сарадњи Ролс Ројса и Прат енд Витни за авион F-35B. Ролс Ројс је покренуо у Бристолу, у Великој Британији, екстензиван развој и интеграцију програма, и био је одговоран за одвијање програма и опрему узгонског вентилатора и пројекта млазница са три померљива сегмента. Тим у Индијанаполису, САД, одговоран је за мењач, квачило, диск вратила и систем млазница за управљање са ваљањем и испитивање целе инсталације узгонског вентилатора.

### Наоружање
У F-35А је интегрисан четвороцевни топ GAU-22/A, развијен из GAU-12, калибра 25 mm. Топ је интерно уграђен у змај авиона F-35А, са 182 гранате, а код варијанти F-35B и F-35C у спољњем контејнеру са 220 граната. Контејнер са топом код варијанти B и C, има карактеристике смањене уочљивости. Овај контејнер може алтернативно да се користи у будућности за различиту опрему, као што је опрема за електронско ратовање, извиђање, или за ометање радара.
-35 лајтнинг II поседује два унутрашња „бункера“ са по две везне линије, за смештај и прихват наоружања и спољне носаче испод крила са четири линије и две близу његових крајева (види илустрацију за носивост на 11 линија, слика испод текста). Два спољна носача предвиђена су само за ношење ракета за борбу ваздух-ваздух AIM-9X сајдвиндер и AIM-132 ASRAAM. На другим носачима могу се носити AIM-120 AMRAAM, Сторм шадоу, AGM-158 JASSM, крстареће ракете, вођене бомбе и резервоари за гориво од 1.800 и 2.300 литара. На удаљенијим поткрилним носачима авион може да носи ракете, бомбе и резервоаре за гориво, с тим што је тада више изложен радарској детекцији. У унутрашњим „бункерима“ може носити ракете ваздух-ваздух, у варијанти оптерећења осам AIM-120 AMRAAM и две AIM-9X сајдвиндер на крајњим поткрилним носачима. Предвиђена је и конфигурација са шест бомби од по 910 kg, две ракете AIM-120 AMRAAM и две AIM-9X сајдвиндер. Оптерећење у унутрашњим „бункерима“, до две бомбе од по 910 kg ваздух-земља (BRU-68), варијанте A и C, а варијанта B бомбе (BRU-67) два типа од 450 kg, заједно са два мања оружја, обично две ракете ваздух-ваздух. У „бункерима“ се могу носити AIM-120 AMRAAM, AIM-132 ASRAAM и JDAM — до тежине од 910 kg, интегрисан контејнер AGM-154 за разне врсте наоружања као што су против-оклопне ракете и кластер муниција. Са својим способностима носивости F-35 може да прихвати и оружја од старих ловаца, које ће у перспективи да замени, као и од старијег „брата“ F-22 раптора.
Фирма Локид Мартин наводи да се ношење оружја може конфигурисати у опцији све ваздух-земља или све ваздух-ваздух и предложио је да стандард блока 5 поседује по три унутрашња „бункера“ уместо два, замена за тешку бомбу су два мања оружја као што су ракете ваздух-ваздух AIM-120 AMRAAM. Надоградња укључује до четири бомбе малог пречника GBU-39 у сваком „бункеру“ (по три у „бункеру“ варијанте F-35B), или четири GBU-53/B у сваком „бункеру“ за све три варијанте F-35; четири ракете ваздух-ваздух MBDA метеор могу се тренутно прилагодити унутрашњем простору и могу се интегрисати у „лајтнинг II“. Начин да се ракета „метеор“ репројектује са мањим стабилизујућим површинама за авион F-35, откривен је у септембру 2010. Уједињено Краљевство је првобитно планирала да се стави у „бункере“ до четири AIM-132 ASRAAM, али то је промењено на 2 унутрашње и 2 на спољне поткрилне носаче. Планирано је да се ракете поставе на спољне носаче, посебно пројектоване са незнатно повећаном радарском површином попречног пресека авиона F-35. Ракета „метеор“ моћи ће се користити и за блиска растојања, непосредно иза границе визуелног поља и то без употребе радара. То је веома значајно, зато што у таквој употреби радар нема емисију и није предмет лаке детекције од противника.
Норвешка и Аустралија финансирају програм F-35 у циљу прилагођавања простора унутрашњег простора „бункера“ интеграцији морнаричких ракета. Ово ће бити вишенаменска верзија, под називом енгл. Joint Strike Missile (JSM) и у „бункерима“ ће бити само крстареће ракете. Студије су показале да је F-35 у стању да их носи две у унутрашњим „бункерима“, а четири додатне ракете могу бити поткачене споља. Ракета има очекивани домет већи од 278 km. Норвешко министарство одбране је 12. априла 2011. године најавио фазу развоја 2 са проценом трошкова.
Нуклеарна бомба B61 је планирана да буде оперативна на F-35 у 2017. години, али кашњење целог програма авиона може да то доведе до одлагања.
На наредним илустрацијама су приказане опште карактеристике ношења наоружања, разврстаног по намени и појединачни његов изглед, као и примена везних тачака на авиону. Посебно је дата илустрација асортимана ношеног наоружања за све три варијанте авиона -35.
| Наоружање авиона F-35 лајтнинг II | Наоружање авиона F-35 лајтнинг II | Наоружање авиона F-35 лајтнинг II | Наоружање авиона F-35 лајтнинг II | Наоружање авиона F-35 лајтнинг II | Наоружање авиона F-35 лајтнинг II | Наоружање авиона F-35 лајтнинг II | Наоружање авиона F-35 лајтнинг II | Наоружање авиона F-35 лајтнинг II | Наоружање авиона F-35 лајтнинг II | Наоружање авиона F-35 лајтнинг II | Наоружање авиона F-35 лајтнинг II |
| F-35                              | | | | | | | | | | | |
| Број тачке подвеш.                | 11 | 10 | 9 | 8 | 7 | 6 | 5 | 4 | 3 | 2 | 1 |
| --------------------------------- | --- | --- | --- | --- | --- | --- | --- | --- | --- | --- | --- |
| Оружје                            | В/В | В/В, В/З | В/В, В/З | В/В, В/З | В/В | топ | В/В | В/В, В/З | В/В, В/З | В/В, В/З | В/В |
| Маса kg                           | 300 | 2.500 | 5.000 | 2.500 | 350 | 1.000 | 350 | 2.500 | 5.000 | 2.500 | 300 |
| Напомене                          | - В/В — ракете ваздух–ваздух - В/З — оружје ваздух–земља (вођене ракете и бомбе), варијанта - топ GBU/31 гатлинг, калибра 25 , у спољном контејнеру (као опција) за варијанте и , а код је стално унутрашње наоружање - тачке ношења 4, 5, 7 и 8 су интерне, у „бункеру“ експлозивних средстава (види слику горе десно) | - В/В — ракете ваздух–ваздух - В/З — оружје ваздух–земља (вођене ракете и бомбе), варијанта - топ GBU/31 гатлинг, калибра 25 , у спољном контејнеру (као опција) за варијанте и , а код је стално унутрашње наоружање - тачке ношења 4, 5, 7 и 8 су интерне, у „бункеру“ експлозивних средстава (види слику горе десно) | - В/В — ракете ваздух–ваздух - В/З — оружје ваздух–земља (вођене ракете и бомбе), варијанта - топ GBU/31 гатлинг, калибра 25 , у спољном контејнеру (као опција) за варијанте и , а код је стално унутрашње наоружање - тачке ношења 4, 5, 7 и 8 су интерне, у „бункеру“ експлозивних средстава (види слику горе десно) | - В/В — ракете ваздух–ваздух - В/З — оружје ваздух–земља (вођене ракете и бомбе), варијанта - топ GBU/31 гатлинг, калибра 25 , у спољном контејнеру (као опција) за варијанте и , а код је стално унутрашње наоружање - тачке ношења 4, 5, 7 и 8 су интерне, у „бункеру“ експлозивних средстава (види слику горе десно) | - В/В — ракете ваздух–ваздух - В/З — оружје ваздух–земља (вођене ракете и бомбе), варијанта - топ GBU/31 гатлинг, калибра 25 , у спољном контејнеру (као опција) за варијанте и , а код је стално унутрашње наоружање - тачке ношења 4, 5, 7 и 8 су интерне, у „бункеру“ експлозивних средстава (види слику горе десно) | - В/В — ракете ваздух–ваздух - В/З — оружје ваздух–земља (вођене ракете и бомбе), варијанта - топ GBU/31 гатлинг, калибра 25 , у спољном контејнеру (као опција) за варијанте и , а код је стално унутрашње наоружање - тачке ношења 4, 5, 7 и 8 су интерне, у „бункеру“ експлозивних средстава (види слику горе десно) | - В/В — ракете ваздух–ваздух - В/З — оружје ваздух–земља (вођене ракете и бомбе), варијанта - топ GBU/31 гатлинг, калибра 25 , у спољном контејнеру (као опција) за варијанте и , а код је стално унутрашње наоружање - тачке ношења 4, 5, 7 и 8 су интерне, у „бункеру“ експлозивних средстава (види слику горе десно) | - В/В — ракете ваздух–ваздух - В/З — оружје ваздух–земља (вођене ракете и бомбе), варијанта - топ GBU/31 гатлинг, калибра 25 , у спољном контејнеру (као опција) за варијанте и , а код је стално унутрашње наоружање - тачке ношења 4, 5, 7 и 8 су интерне, у „бункеру“ експлозивних средстава (види слику горе десно) | - В/В — ракете ваздух–ваздух - В/З — оружје ваздух–земља (вођене ракете и бомбе), варијанта - топ GBU/31 гатлинг, калибра 25 , у спољном контејнеру (као опција) за варијанте и , а код је стално унутрашње наоружање - тачке ношења 4, 5, 7 и 8 су интерне, у „бункеру“ експлозивних средстава (види слику горе десно) | - В/В — ракете ваздух–ваздух - В/З — оружје ваздух–земља (вођене ракете и бомбе), варијанта - топ GBU/31 гатлинг, калибра 25 , у спољном контејнеру (као опција) за варијанте и , а код је стално унутрашње наоружање - тачке ношења 4, 5, 7 и 8 су интерне, у „бункеру“ експлозивних средстава (види слику горе десно) | - В/В — ракете ваздух–ваздух - В/З — оружје ваздух–земља (вођене ракете и бомбе), варијанта - топ GBU/31 гатлинг, калибра 25 , у спољном контејнеру (као опција) за варијанте и , а код је стално унутрашње наоружање - тачке ношења 4, 5, 7 и 8 су интерне, у „бункеру“ експлозивних средстава (види слику горе десно) |

F-35 може бити опремљен системима наоружања са укупним максималним оптерећењем од 8.165 kg (од тога 6.805 kg споља):
|  |

|  |

|  |

|  |

|  |

|  |

|  |

|  |

|  |

|  |

|  |

|  |

|  |

|  |

|  |

|  |

|  |

|  |

|  |

|                         |
| MBDA Метеор (планирано) |

|  |

### Смањена уочљивост (смањен „одраз“, „стелт“)
-35 лајтнинг II је најсавременији авион пете генерације. Знак распознавања авиона ове генерације је успешна примена савремене „стелт“ технологије, што је код „лајтнинга II“ учињено и то без већег угрожавања осталих карактеристика. Са успешном применом „стелт“ технологија значајно је смањена површина радарског пресека авиона F-35, као и емисија осталих извора за детекцију са другим сензорима (види слику испод). У тој функцији, на F-35 су примењене најсавременије технологије у домену:
- специјалних материјала за градњу структуре који упијају радарске зраке,
- пресвлаке укупне „оквашене“ површине са премазом који не рефлектује радарске зраке,
- смештаја свих терета у контуру змаја авиона,
- спољњег обликовања за малу уочљивост и смањене рефлексије (са оштрим ивицама),
- „скривања“ топлотних извора и
- максималног смањења нивоа емисија радара и друге опреме.

Очигледно је да се ови услови не могу испунити преправком постојећег борбеног авиона четврте генерације у пету, већ се мора развити нови, по одговарајућим захтевима. За разлику од претходне генерације ловачких авиона, F-35 је пројектом обликован и дефинисан за смањену уочљивост без битнијег угрожавања осталих борбених и летних карактеристика.
Ловачки авиони који су сада у употреби (F-15 игл, F-16 фајтинг фалкон, F/A-18 хорнет) су уочљиви за непријатељске сензоре, пошто увек носе велике спољне резервоаре, а да би то избегао F-35 лети у највећем броју мисија само са унутрашњим горивом, због чега има унутрашње резервоаре велике запремине. Због карактеристика „тајности“ коришћени су специјални материјали у изградњи змаја авиона, укључујући и пресвлаку од вештачких мат-влакана. За разлику од F-16 и F/А-18, F-35 нема преткрилца, а уместо њих користи дискретне генераторе узгонског вртложења на исти начин као и SR-71 блекбирд. Мале неравнине на улазу у усисник једноставно побољшавају квалитетан проток ваздуха до мотора у широком спектру услова промене брзине авиона. Ово конструктивно решење, за побољшање дотока ваздуха у мотор, такође побољшава дискретност авиона, односно побољшава његове карактеристике смањивања уочљивости.
Упркос томе што је F-35 мањи у односу на F-22 раптор, има већи радарски пресек. За F-35 се каже да му је отприлике одраз идентичан металној лопти, величине као за голф, а за „раптора“ да је уместо металне то мермерна кугла исте величине. F-22 је пројектован тако да буде тешко уочљив за све врсте радара, из свих праваца. -35 има најмањи радарски одраз са чеоне стране, због компромиса у пројектним решењима. Његове површине су обликоване према критеријуму умањења ефеката најбољих противничких радара, који раде у X и на горњој граници S опсега. Овакви радари су обично уграђени у ловачке авионе и у ракетне системе тло-ваздух, са радарским вођењем ракета. Авион F-35 се лакше открива са радаром других радних учесталости. Облик авиона значајно утиче на површину радарског пресека, зато се истом мора посветити посебна пажња да током производње одржи верну копију „спољњег облика еталонског алата (калупа)“. После производње и сваке веће поправке, у току оперативне употребе, са земаљским испитним радаром се мерењем проверава површина радарског пресека F-35, што није било присутно код претходне генерације авиона.
Смањење уочљивости се не решава само смањењем површине радарског пресека, већ авион мора бити тешко уочљив и за друге сензоре, који раде на другим принципима. У то спада, да није упадљив звучни и топлотни извор, као и да није упадљиво визуелно уочљив. О свима овим елементима је вођено рачуна при пројектовању авиона -35.
Крајем 2008. године, ваздухопловства земаља коопераната су са првим својим извештајима открили да је F-35 око два пута гласнији на полетању од авиона F-15 игл и до четири пута гласнији током слетања. Као резултат тога, становници у близини војних аеродрома су тражили да се предузму мере за очување животне средине, која је значајно угрожена са великим нивоом буке. Покренута је израда студије која се односи на смањење буке F-35, на прописан ниво. Грађани из Флориде, у фебруару 2009. године, запретили су да ће тужити ваздухопловство због предстојећег доласка F-35 у базу, а тужба је поднета у марту 2010. године. Са својим извештајима у марту 2009. године, Локид Мартин и ратна ваздухопловства земаља коопераната су побијала те тврдње, доказујући да су прецизнија мерења показала мањи ниво буке од постојећих авиона. Тврдећи да је бука мања него што је приказано у првом извештају, „да је F-35 само изједначен са буком F-16, опремљеним са мотором Прат енд Витни F100-PW-200, а тиши је од F-22 раптора и F/А-18Е/ Супер хорнета“. Међутим, са каснијом заједничком студијом Локид Мартина и америчког ваздухопловства закључено је да је ниво буке F-35 ипак упоредив са F-22 раптором и F/А-18Е/ Супер хорнетом.

### Кабина
Авион F-35 карактерише „панорамски приказивач“, ширине кабине, димензија 50 Х 20 cm, с тим да нема горњи нишански приказивач. Поседује кабински систем за препознавање гласа пилота и његових говорних наредби, за „команду гласом“. Ту је директан „улаз“ глас пилота, што му обезбеђује побољшање способности и ефикасности у управљању са F-35, у односу на тренутну генерацију опреме и интерфејса са њом. F-35 ће бити први амерички оперативни авион, који користи овај систем, који је испробан на неким постојећим авионима као што је F-16.
У кабини, свих варијанти авиона F-35, интегрисана је кацига са системом показивања на визиру. Употребљена кацига је већ у оперативној употреби на авионима F15, F16 и F/А-18. При досадашњој употреби овог система, на садашњим авионима, задржан је горњи приказивач (нишанска глава) у кабини, али на овом авиону то није. Овде је кацига, са интегрисаним екраном, потпуно преузела улогу нишана. F-35 ће бити први авион без горњег (нишанског) приказивача уграђеног иза ветробранског стакла, јер су све његове функције пренете на приказивач на кациги пилота. Пилот управља авионом F-35 преко малих бочних ручица, по систему HOTAS, стално са обе руке на бочним командним полугама (енгл. hands on throtle and stick) (види слику кабине десно и доле). На та два бочна рукохвата су распоређене и све остале команде — прекидачи.
Пилот је смештен у избациво седиште Мартин Бејкер US16E, у свима варијантама F-35. Избациво седиште Мартин Бејкер US16E је пројектовано са захтевним перформансама, првенствено за безбедност пилота са аспекта сваког могуће затеченог режима лета, оптерећења и терена изнад кога се пилот катапултира. F16 има сличну кабину и зато се исти користи као прелазни авион, за обуку пилота, пре почетка летења на F-35.
Команде лета су електричне, дигиталне (енгл. fly-by-wire), као и на авиону F-22 раптор. При њиховом пројектовању примењена је најсавременија технологија аутоматског управљања, са најнапреднијим софтвером и законима управљања, што је посебно изражено код варијанте F-35B, где се управља и са узгоном потиска мотора. Жеља пилота се брзо трансформише у оптимизиран електрични сигнал, који је улаз у „електрохидростатичке покретаче“ командних површина. То је и једина разлика у односу на друге савремене авионе, да се не користе хидропокретачи већ „електрохидростатички покретачи“, због чињенице да авион F-35 нема класични хидраулички систем, већ аутономне електро–хидрауличке системе (интегрисан електро–хидраулички енергетски систем са извршним механизмом).

#### Пилотска кацига са приказивачем
Сензори, у комбинацији радио фреквенције и инфрацрвене детекције (SAIRST) на авиону F-35 континуирано прате циљ у близини авиона, а систем монтиран у кациги пилота са екраном на визиру (енгл. helmet-mounted display system — HMDS) их приказује и врши избор по приоритету. Ова кацига са системом HMDS замењује склоп горњег нишанског приказивача, који се користе на ранијим ловачким авионима. Овако опремљен, F-35 не мора да буде физички усмерен на изабрани циљ, да би његово оружје било ефикасно употребљено. То је могуће са сензорима који прате и обезбеђују параметре за гађање оближњих непријатељских авиона из било које оријентације, а истовремено се пилоту приказују одговарајући нишански подаци на приказивачу уграђеном у визир његове кациге. Те информације истовремено „снабдевају“ главу за навођење лансиране ракете са неопходним подацима. Циљ је пилоту видљив без обзира на који начин је откривен, а на овај начин се постиже већа ефикасност и скраћује потребно време за употребу оружја, у односу на досадашњи обавезан процес усмеравања авиона, нишанске главе и оружја према циљу.
Овај систем даје авиону F-35 предност у осматрању, оријентацији, одлучивању и борбеном дејству. Аутоматизација и интеграција сензора и фузија њихових информација на приказивачу у кациги, обезбеђује пилоту више времена за одлучивање и борбу. Не губи време на процедуре лета, већ се првенствено фокусира на циљеве и претеће опасности од њих.
У процесу увођења овог система појавили су се проблеми, те је Локид Мартин, 1. марта 2011. године, дао нову спецификацију и пројекат. Алтернативни систем је базиран на наочарима за ноћно осматрање, а испоручен је од стране британског BAE система. Испоручени систем BAE још увек не испуњава све захтеване карактеристике кациге са HMDS, а када се доведе на захтевани ниво, биће уведене све преостале, предвиђене функције. Локид је на основу закљученог уговора, 2011. године, обавезан да отклони све искрсле недостатке на кациги пилота са HMDS. Побољшано приказивање се очекује да буде расположиво у трећем кварталу 2013. године.
Употреба новог BAE система захтеваће одговарајући репројекат кабине.

### Сензори, авионска опрема и њихова интеграција
Систем сензора и комуникациони пакет, на авиону F-35, намењени су да олакшају ситуациону свест, доношење одлука и управљање, као и успешно извршење основног задатка пилота — вођење борбе. Опрема на авиону F-35 је високо интегрисана према стандарду MILSTD 1394B, са циљем да се што више њен рад аутоматизује и тако што је могуће више смањи оптерећење пилота. На тај начин, он се може потпуно концентрисати на своје основне задатке, а то су тактике поступке вођења борбе, уместо на различите радње око управљања авионским системима. Ово се углавном постиже кроз фузију сензора, што значи да централни рачунар, све податке сензора процени и саставља у најприкладнију интегрисану слику ситуације на екрану и показивачу на пилотовој кациги. Ово омогућава да пилот на први поглед види целу тактичку ситуацију. Кабински екран — приказивач F-35, великих је димензија 50 х 20 cm, поред њега је уместо горњег приказивача само постојећи на визиру кациге пилота. Управљање гласом је такође укључено у ту аутоматизацију и растерећење пилота. При крстарењу, F-35 своје врло напредне сензоре користи у опсегу слабог емитовања енергије, тако да смањује могућности и вероватноћу свога откривања и пресретања од стране непријатеља (енгл. Low Probability of Intercept ).
За разлику од претходног авиона, као што је F-22, софтвер за F-35 је најобимнији, најсложенији и најтежи део у пројекту. Он је највећи фактор који може да одложи постизање иницијалне оперативне способности авиона -35, која је за сада заказана за април 2016. године. Развој софтвера за системе F-35 и његово испитивање је најтежи део посла проширеног развоја, идентификације у испитивању у лету и у разграничењу у каснијим корацима.
Основни системи који сачињавају овај комплекс сензора и опреме су:
- Радар,
- Опто-електронски нишан (EOTS),
- Систем DAS,
- Централни рачунарски систем за навигацију, комуникацију и идентификацију циљева (CNI) и
- Систем за електронско ратовање.

#### Радар
Главни сензор авиона F-35 је радар AN/APG-81, са фазираном антенском решетком, активним електронским скенирањем (AESA), пројектован у фирми Нортроп Граман на бази рапторовог AN/APG-77. Подршка му је оптоелектронски нишански систем (EOTS), постављен испод носног дела трупа авиона, који је конципирала фирма Локид Мартин.
Радар AN/APG-81 има низ оперативних режима („модова“), уз посебан акценат на режим ваздух-копно (SAR) (види снимке десно и испод). За циљ радарске површине од 1 m² домет је око 150 km, ово је у опсегу учесталости када је мала вероватноћа пресретања, LPI режим. До августа 2007. године, осам јединица је испоручено, са прве три верзије софтвера већ имплементиране и испитане. Нортроп Граман је ово реализовао пре стварног рока. До фебруара 2008. године, реализовано је испитивање радара у укупном трајању од 6.625 сати, уз 125 часова стварног лета. Радар АПГ-81 је први пут полетео на Нортроповом авиону лабораторији BAC 1-11, у августу 2005. године.
У току опитног лета на F-35 са 60% уграђеног софтвера, радар је пружио значајне могућности, укључујући и велики домет у режиму ваздух-ваздух, претрагу и аквизицију, као и режим ваздух-тло (SAR). Радар APG-81 детектује циљеве у ваздуху пре него што то ураде радари на авионима F-16 и F-18 (погледај слику доле). Радар је интегрисан са системом за електронско ратовање и извршена је фузија њихових сигнала, што је функционисало у првим летовима. Поред тога, F-35 лајтнинг II је опремљен револуционарним Нортроповим електро-оптичким системом, који омогућава летелици да пасивно детектује пројектиле и друге претње, као и инфрацрвени сензор за дневно и ноћно осматрање, чији се сигнали директно пројектују на визиру кацига пилота за потпуни сферни поглед око авиона (погледај слику изнад).

#### Оптичкоелектронски нишан (ЕОТС)
Оптичкоелектронски нишан (енгл. Electro-Optical Targeting System ЕОТС) је систем за нишањење, ког је развила компанија Локид Мартин, на основу постојећег XL за авион F-16 смештеног у подвесни контејнер. Систем је заснован на видео-камери високе резолуције и сензору FLIR. Сензорски систем EOTS се може употребљавати у режиму ваздух-земља и ваздух-ваздух. Истих је могућности као и нишански систем XR, с тим што се мање излаже сопственој детекцији (емитује мање енергије).
Може се користити у комбинацији са навигационим системом на F-35. Сензор је стабилизован у односу на раван и може да израчуна растојања и пасивно без ласерског осветљења. Локид Мартин је развио више модела система за интеграцију и испитивање. Као платформа за испитивање коришћен је авион T-39 Сејбрлајнер. До фебруара 2008. године, реализовано је 3.650 часова испитивања, од чега 10 сати у лету. У децембру 2009. године, почела је производња тога система. Од марта 2011. године, ЕОТС се користи на F-35.

#### Систем
DAS је скраћеница од енгл. Distributed Aperture System се састоји од шест додатних пасивних инфрацрвених сензора (камера) распоређених по авиону. То је део Нортроп Грамановог система под ознаком AN/AAQ-37, где су пријемници са отворима у облику прореза. Систем DAS упозорава на дејство непријатељских ракетних система, све време континуално, са било које стране у односу на авион F-35 (сверакусно). Поред тога што систем открива лансиране ракете, он их прати и мери њихове параметре кретања у приближавању. Замењује традиционалне системе за ноћне операције и навигацију.
Намењен је првенствено за упозорења од опасности дејства ракетних система, али такође има и друге функције. Дакле, лансирање ракета земља-ваздух и њихова позиција се аутоматски приказују на приказивачкој плочи и алармира се напад (JDAM, на пример), што опомиње пилота за хитне мере, с тим да се одговарајуће противмере паралелно користе (активно и пасивно ометање). Такође, региструју се борбени авиони из било ког правца да се приближавају, а затим припремају и лансирају самонаводеће ракете (као што су AIM-9X и AIM-120). Претходно авион F-35 носач ракета са маневром доводи своје ракете у сферу захвата главе за навођење. Током те борбе у ваздуху идентификују се пријатељски и непријатељски авиони који су укључени у сукоб и систем AN/AAQ-37 их све прати, тако да је пилот све време прави разлику између пријатеља и непријатеља.
Током ноћних мисија, систем служи као замена за конвенционалну опрему за ноћно осматрање. У комбинацији са системом на кациги HMDS, пилот располаже са ноћном сликом осматрања високог квалитета у свим правцима, приближно истог визуелног осећаја људског ока. Ово је значајан напредак у односу на уобичајену кацигу, са уграђеним уређајем за ноћно осматрање, пошто је са њим било смањено видно поље са ограничењем природне прегледности из кабине авиона. У комбинацији са рачунаром у реалном времену могу се поуздано пратити возила на терену.
AN/AAQ-37 је развијен од стране Грамана и тренутно је на оперативним испитивањима на неколико авиона F-16 и беспилотних летелица QF-4, у опитном ваздухопловном центру у Едвардсу. До фебруара 2008. године, са системом је направљено 4.700 часова испитивања, од тога 83 сата у лету.

#### CNI
 је комуникацијско, навигацијски и идентификациони систем, интегрисан у јединственом рачунарском комплексу. Производи га Нортроп Граман и сличан је систему за авион F-22 раптор. Функција комуникација је подржана са широкопојасним радаром AN/APG-81. Систем CNI је компатибилан са скоро свим војним комуникационим протоколима (као што су линк 16, JTRS и UHF/VHF). У њему су такође интегрисани: GPS, TACAN, IFF и енгл. Joint Precision Approach and Landing System (JPALS).
За међусобну комуникацију, у оквиру групације F-35, приоритетно се користи „вишенаменски напредни слој везе“ MADL. Овај систем се састоји од шест група антена, у фазном низу, које су распоређене тако да покривају читав ваздушни простор. За разлику од конвенционалних антена, комплекс предајника MADL емитује само у веома малом сектору високе усмерености, са сигналима мале снаге. То смањује вероватноћу детекције тих предајника, од стране непријатељских сензора.
До фебруара 2008. године, систем CNI је испитан на 4.400 сати рада, од тога са више од 65 у лету.

#### Напредна генерација система за електронско ратовање
F-35 је опремљен за електронски рат са системом АН/АСК-239, што му даје епитет „баракуде“ у ваздушном простору. Овај систем је пројектовао BAE, а у њему су и компоненте фирме Нортроп Граман.
Опрема авиона F-35 за електронски рат има за циљ да прва открије непријатељски авион, који онда може бити скениран и „захваћен“ са електро-оптичким системом и предузете акције да се нападне или избегне, пре него што је и сам откривен. У овом тренутку се мало зна о карактеристикама и могућностима овог система. Тежак је 90 kg и има десет антена у низу, који се протеже дуж ивица крила.

#### Фузија сигнала сензора-35
Софтвером F-35 се прикупљају улази из свих сензора, као и из слоја везе, обезбеђује се фузија континуалних приказа информација од сензора. Софтвер користи интегрисани процесор. Процесор служи као централни „мозак“ за ваздухоплове, интегришући све електронске системе, координира њихов рад и обликује њихове информације за приказивање пилоту, истовремено преноси и извршава његове команде. Овај систем је од виталног значаја, јер је F-35 авион једносед, а пилоту је потребна помоћ и растерећење од многих споредних радњи да би успео извршити свој основни задатак. Систем процесирања и сензори су повезани са авионским подсистемима преко троструке магистрале података MILSTD 1394B.
F-35 је пројектован са синергијом између сензора, као специфичним захтевима за „чула“ авиона од којих се очекује да пруже кохезивну слику стварности око њега и да у принципу иста буде стално доступна, за коришћење у било ком могућем начину и у било којој могућој међусобној комбинацији. Сви сензори директно „хране“ главни процесор са подацима у циљу подршке целе мисије авиона. На пример, радар AN/APG-81 функционише, не само као више-модни, већ и као део система авиона за електронско ратовање.

## Одржавање
Друга линија ваздухопловне одбране је потпуно обезбеђење логистичке подршке борбеном авиону. Нагласак је на стратешким и својственим могућностима програма за поновно оспособљавање F-35 за ефикасно извршавање задатака. Облик приступа и прилагођавања програма одржавања ће се суочити са проблемима јер се мора прилагођавати различитим културама службе одржавања великог броја држава корисника.
Технологија повезана са рачунарским програмом, заснованог логистичког система, дијагностичке технологије уграђене у авион и глобалног надгледања је основа на којој се заснива образац одржавања, који се може режирати. Али, технологија је та која омогућава и захтева услуге које морају бити прилагођене са одговарајућим њеним „менталним склопом“. Посебно се истиче значај техничке стандардизације и норми за одржавање у пракси.
Концепт програма одржавања је да се сваки F-35 третира као објекат у целини и да су сви његови делови по свим основама глобално прате, а и посебно, према потреби.
Авион F-35 је пројектован за лако одржавање, са 95% свих поља са заменљивим деловима „један по целој дубини“, тако да ништа друго не мора бити уклоњено за приступ до дела који је у питању. Пример, избациво седиште се може заменити без скидања поклопца кабине, сва композитна пресвлака је без крхких премаза, за разлику од ситуације на другим „стелт“ авионима. Предност је ниско-одржавање електро-погона и хидростатичког уместо хидрауличног система.

## Испитивање
Први прототип авиона F-35А (АА-1) је предат на испитивање у Форт Ворту у Тексасу, 19. фебруара 2006. године. Исти је прошао широко испитивање намене на копну у морнаричкој стационарној бази, крајем 2006. године. У септембру 2006. године, први пут је мотор F135 радио са допунским сагоревањем. Испитивања су успешно завршена, а авион F-35 је био у потпуности функционалан са сопственим енергетским системима. Промотивни лет је авион F-35А направио 15. децембра 2006. године. Тада је коришћен модификовани Боинг 737-300, као лабораторија са опитном опремом.
Потпуковник Џејмс Кромберг, оперативни пилот америчког ваздухопловства је летео на F-35, у Форт Ворту у Тексасу, 31. јануара 2008. године. То је био 26-ти лет тога авиона у току кога су прављени слободни маневри. Прототип авиона F-35, АА-1 је на своме 34. опитном лету испитан за узимање горива у ваздуху, у марту 2008. године. Други корак испитивања је постигнут 13. новембра 2008. године, када је АА-1 први пут летео са надзвучном брзином, достигавши Махов број од 1,05, на висини од 9.144 m, пролазећи четири пута кроз „звучни зид“, са укупно осам минута надзвучног лета.
Први прототип авиона F-35B (обележен BF-1) је имао свој први лет 11. јуна 2008. године. Лет је био са конвенционалним полетањем, са британским пробним пилотом Грејем Томлинсоном BF-1 је други од 19 авиона прототипова, за развој система и демонстрације. Он је и први на коме је скинута (оптимизирана) тежина према стандарду за оптимизацију карактеристика у пројекту који ће важити за све будуће авионе F-35. Испитивање система узгонског потиска у лету је почело 7. јануара 2010. године. Тај систем је коришћен у трајању од 14 минута до 48 минута испитног лета. За то време је авион био успорен на опсег брзина од 390 до 330 km/h. Први пут је испитан режим „лебдења“ авиона F-35B, 17. марта 2010. године, после чега је следила симулација вертикалног слетања, 18. марта 2010, а стварно вертикално слетање је први пут изведено при пробном лету, 10. јуна 2010. F-35B је ваздухопловној историји постао други авион са вертикалним полетањем и слетањем који је постигао надзвучну брзину, 20. јула 2001. године. Локид Мартин је известио да је решен проблем са алуминијумским преградама на F-35B, на којима су се појавиле прскотине на статичким испитивањима у лабораторији на земљи.
Иако су многи од почетних циљева опитних летова постигнути, програм испитивања F-35 је значајно каснио. Пентагонов стручни тим је 2008. године проценио да програм две године касни, у односу на званични план, а 2009. су предложили да се првобитно пројектовани рокови пролонгирају за 30 месеци. Због застоја програма испитивања, број произведених авиона ће бити смањен за 122, до 2015. године, како би се обезбедила додатна средства за даљи развој. Та додатна средства, од 2,8 милијарди америчких долара, додаће се на развојни фонд и рокови ће бити продужени за 13 месеци, а не за 30.
У јуну 2009. године, на авион F-35 је интегрисан радар APG-81 са активним електронским скенирањем, при војној вежби „на северном рубу 2009.“ Испитивање радара APG-81 је догађај који представља прекретницу у електронској заштити у оперативном репрезентативном окружењу. Постигнута је предност за једну годину испред планираних развојних рокова и остварено је значајно смањење ризика за кључни сензор авиона. У условима лабораторијске симулације широког спектра претњи системима, испитивана је могућност радара за управљање ватром најнапреднијег ловца на свету, са презентацијом у изузетно робусној „електронској бици“.
Скоро 30% је потребно више летења прототипова за испитивање, од рутинског налета и оптерећења авиона у опративним јединицама, уобичајеној оперативној употреби. Почев од марта 2010. године, F-35 је изложен програму испитивања у лету за милион радних човек-сати више од предвиђеног и реалног, очекује се да ће добијени резултати довести до даљих измена у пројекту. Резултат у даљим изменама у пројекту изазваће укупне трошкове увођења и употребе, свих F-35С у Америчкој ратној морнарици, у току животног века флоте од 65 година, у нивоу од 442 милијарди долара више од предвиђеног за ваздухопловство. Очекује се да ће кашњење програма F-35 довести до тренутног мањка од око 100 млазних ловаца у морнарици. Имајући у виду пажљиво управљање и продужетак века морнаричких застарелих авиона F/A-18, могуће је да се ублажи овај мањак.
Први лет авиона прототипа носиоца варијанте F-35C, реализован је 7. јуна 2010. године, у морнаричкој бази Форт Ворту. Лет, у трајању од 57 минута, спровео је Локидов пробни пилот Џеф Конвелс, који је био главни пробни пилот и у програму F-117. Укупно је испоручено 11 авиона F-35C, у фискалној 2011. години.
Свима авионима F-35C је забрањено летење 9. марта 2011. године, након отказа електро-генератора и цурења уља у лету. Ово је био први значајан технички отказ у лету од 2007. године. Испитивања авиона су одложена у трајању од четири дана. Утврђено је да неки авиони имају старији тип генератора, за разлику од оне врсте која је отказала у лету, те им је укинута забрана летења. За отказ је криво погрешно одржавање, а не пропусти у пројекту.

У јуну 2011. године, радарски сензори и DAS испитани су на F-35, у оперативној вежби под називом „на северном рубу 2011.“ Ерик Етз, заменик мисије, за интегрисане системе на F-35, у оквиру програма JSF, рекао је за ригорозно испитивање оба сензора током вежбе да су показали значајне особине што је велики корак за смањење ризика за цео програм:
| „ | Стављајући ове системе у ово ригорозно оперативно окружење, ми смо показали кључну ратну борбену способност и у напред заказаном оперативном испитивању. | ” |

Од 3. до 18. августа 2011. године, флота F-35 је била „приземљена“. Разлог за то је био проналажење узрока електричног квара система за испитивање прототипа АF-4. Ханивелов интегрисани пакет снаге (IPP) није издржао оптерећење током стандардне пробе мотора, након провере после експлоатационог поступка „одржавања 2“, у августу у ваздухопловној бази Едвардс. Интегрисани пакет снаге (IPP) је релативно издвојен систем, али игра главну улогу у функцији F- 35. Он обезбеђује функције извршних покретача животног управљања авионом, стартера мотора и погон других агрегата у систему. IPP је био објекат забринутости за време развојне фазе, иако он никада није раније отказао, у више од 1.500 сати лета.
Програм испитивања за копнене операције F-35 је због тога прекинут 10. августа 2011. године, а поводом тога спроведена је истрага од представника власти и инжењерских тимова извођача. После прегледа почетних података, утврђено је да флота може безбедно наставити развојна и операциска испитивања у лету. Прелиминарни налази истраге указују на то да регулациони вентил не функционише исправно, што је довело до отказа IPP. Праћење рада овог вентила је олакшавајућа околност потребна да би се наставиле опитне копнене операције. F-35 опитни тим је ревидирао процедуру испитивања копнених операција како би се осигурала укупна безбедност при летним испитивањима. Забрана летења је укинута за 18 од 20 авиона 18. августа 2011. Два авиона стационирана у ваздухопловној бази Еглин на Флориди остала су „приземљена“ пошто немају систем надгледања који се користе у развојним испитивањима авиона који могу да открију било какве проблеме и недостатке у лету.
Пројектовану максималну брзину је први пут достигао авион у варијанти F-35А, 25. октобра 2011. године, у еквиваленту Маховог броја од 1,6. У даљим испитивањима постигнут је Махов број = 1,61.
Током испитивања у 2011. години, свих осам покушаја F-35C да са куком, на репном делу трупа, ухвати кочеће уже били су без успеха. Са преиспитивањем пројектног решења разрешиће се проблем.

## Варијанте
Авион F-35 је развијен и производи се у три основне конфигурације, са унификацијом заједничких делова и конструктивних решења у нивоу од 80%. Те три конфигурације су упоредно приказане на слици испод. Специфично опремање и наоружавање, за потребе клијената, диференцира ове три конфигурације у наменске варијанте за извоз.

### F-35A
Од три основне конфигурације, F-35A је најмањи и најлакши авион. Та варијанта је намењена да у америчком ваздухопловству и другим ваздушним снагама првенствено замени F-16 фајтинг фалкон. F-35A има интерно уграђен топ, GAU-22/A калибра од 25 mm, развијен од GAU-12 са Харијера. Топ је првенствено намењен за повећање борбене ефикасности против циљева на тлу, у односу на претходне авионе на којима је најчешће уграђен мање ефикасан топ „вулкан“ M61, калибра 20 mm.
Од F-35A се очекује да буде на нивоу авиона F-16 по управљивости и тренутним и трајним високим перформансама, а да га надмаши у мањој уочљивости, носивости, количини унутрашњег горива, опреми, оперативној ефикасности, могућности подршке и преживљавања.
Поред америчког авиона F-16 фајтинг фалкона, F-35A ће заменити и A-10 тандерболт II и друге старије авионе, који користе копно за полетање и слетање. Та замена је планирана да се заврши до 2028. године.

### F-35B
Конфигурација F-35B је најзахтевнија, од све три програмиране варијанте у оквиру JSF. Тактичко-техничким захтевима се тражи да авион F-35B има неке од летних особина хеликоптера (вертикално полетање, слетање и „лебдење“), надзвучне брзине и маневар као и сви респективни ловци и да уједно има око 80% истих делова и конструктивних решења као и друге две варијанте из програма JSF. То су тешки и контрадикторни услови, у процесу оптимизације пројекта. По спољној величини је скоро идентичан варијанти F-35А, али смањена му је количина унутрашњег горива за око трећину (види слику горе). Топ му је уграђен у профилисаном подвесном контејнеру. Док се анвелопа лета F-35А граничи са максималним радијалним убрзањем од 9 g, за F-35B је то смањено (због очувања нивоа тежине структуре) на 7 g. F-35B је први пут полетео 18. децембра 2007. године, а први опитни лет је направио 11. јуна 2008.
Основни принцип уравнотежавања тежине авиона F-35B и његових момената око тежишта, у режиму „лебдења“ и вертикалног полетања и слетања је описан у поглављу „Систем узгонског потиска, Ролс Ројс“. F-35B шаље млаз директно надоле, при постизању узгонског потиска, у режиму лета вертикалног полетања, слетања и „лебдења“. Млазница је репројектована да овално обликује млаз издувних гасова, уместо концентрисано кружно, тако да се смањује оштећење асфалта и бродске палубе, у условима потпуно окренуте млазнице надоле, при вертикалном усмеравању вектора потиска. Механичко закретање млазнице је са принципом „горивоулике“, то јест радни флуид је у извршном механизму моторско гориво, под притиском.
Морнарички корпус Сједињених Америчких Држава, пренаоружаће се са 340 F-35B. то јест биће замењени сви садашњи авиони F/A-18 хорнет (A, B, C и D варијанте) и AV-8B харијер II. „Маринци“ планирају да користе F-35B са „слободних површина у базама“, где се припремају одредишне тачке са посебном бетонском подлогом, која може да издржи високе температуре.
Командант корпуса, генерал Џејмс Амос је рекао да упркос својих растућих трошкова и евидентног кашњења, не постоји алтернатива за F-35B. У 2011. години, потписан је споразум за куповину 340 F-35B и 80 F-35C.
Проглашена је почетна оперативна способност за око 50 F-35 са инсталираним привременим софтверским блоком 2B, у периоду од 2014. до 2015. године.
Локид Мартин је објавио да ће већина слетања F-35B бити чисто конвенционална, у циљу смањења вертикалног оптерећења на површине подлога, у конвенционалним операцијама. Поред тога се смањује и ризик од само-индукованог оштећења објеката окружења.
Британска морнарица је имала планове да користи F-35B, да са њима замени своје Харијере GR9. Један од њихових захтева за пројекат F-35B био је да млазнице за контролу ваљања не угрозе линију подвешавања наоружања на крилу и да се значајније не повећа тежина авиона. За конципирани метод слетања сматрају да је много спорији од хватања ужета са куком, што омета и смањује оперативност авиона. Међутим, у октобру 2010. године, Велика Британија је најавила планове да поручи авионе варијанте F-35C, уместо F-35B. У марту 2012. године, из Министарства одбране је најављено да Велика Британија преиспитује ту одлуку и можда ће ипак поручити F-35B, због великих допунских трошкова увођења F-35C у морнарицу.
Италијанска морнарица се припрема за пријем 22 авиона F-35B, између 2014. и 2021. године.

### F-35C
У односу на F-35А, F-35C варијанта авиона има већа крила, чији се спољни сегменти склапају. Већа му је површина крила и репа за могућ лет на малој брзини, са ефикасним управљањем. Ојачани су му стајни органи и на носној нози су постављена два точка, због веће брзине пропадања и вертикалног „удара“ о палубу, при слетању на брод. Да би се брзо зауставиоF-35B на краткој палуби, са репном куком се хвата попречно развучено уже. Већа површина крила му омогућава смањење брзине при слетању, а истовремено повећава му долет и носивост. Са унутрашњим горивом F-35C превазилази авион F/A-18 хорнет, а постиже исти циљ као и F/A-18Е/F супер хорнет.
Сједињене Америчке Државе ће опремити своју морнарицу са 480 авиона F-35C, који ће заменити постојеће F/A-18 хорнет (све варијанте A, B, C, и D). F-35C ће служити као допуна за F/A-18Е/F супер хорнет. Варијанта авиона F-35C се очекује да буде доступна почетком 2014. године, а први је завршен 29. јула 2009. и испоручен 6. новембра 2010. За морнарички корпус ће се купити 80 F-35C, што је довољно за по пет морнаричких ловаца по ескадрили, за употребу са носача авиона.
У октобру 2010. године, Велика Британија је одлучила да поручи авионе F-35C, који ће бити коришћени у њиховој ратној морнарици, с тим што ће одредити њихов број до 2015. године. То је крајње неизвесно, пошто би у томе случају Британци морали улагати у преправку својих бродова носача авиона за нови катапулт за полетање F-35C. Имајући то у виду и то да су већ развили морнаричку варијанту Јурофајтер тајфуна, највероватније те поруџбине и неће бити.
У 2011. години F-35C су били „приземљени“ шест дана, због софтверске грешке у коду који је намењен да обезбеди „забрављено“ стање склопљених крила. Са парним катапултом CF-3 је „лансиран“ F-35C у полетању 27. јула 2011. године. То је било прво полетање F-35C са катапултом. Новембра месеца 2011. године, Америчка ратна морнарица је први пут користила свој нови електромагнетни катапулт за полетање авиона са палубе брода и то са F-35C.

### F-35I
са израелским модификацијама је посебна варијанта намењена за извоз у ову земљу, означена је као F-35I. Сједињене Америчке Државе неће дозволити интеграцију сопствених система за електронско ратовање, већ ће то урадити израелске фирме из властите производње. Биће уграђен интерфејс са додатом функцијом према главном рачунару уз примену израелске електронике. Израел ће моћи да подвешава своје спољне контејнере са ометачима, а и планира да инсталира своје ракете ваздух-ваздух и вођене бомбе у „бункере“ F-35.
Израел разматра могућност и за реализацију варијанте двоседа, за коју су заинтересовани и други потенцијални корисници. Поред тога, планирају да развију заштићене допунске резервоаре за гориво, за повећање долета.

### CF-35
Канадски CF-35 ће се разликовати од америчке варијанте F-35A, са додатим кочећим падобраном при слетању и системом за пуњење горива у лету, као што је код варијанти F-35B/C. Норвешка варијанта авиона такође може користити опцију са кочним падобраном, јер и они такође током зиме имају хладне и замрзнуте писте.

## Корисници
- Аустралија – F-35A: 72 примерка су уговорена, а до 28 је још планирано.[189][190]
- Италија – F-35A/B: 6 примерака је уговорено, а:
  - 69 је још планирано, за ваздухопловство и
  - 15 примерака F-35B, за морнарицу.[140]
- Холандија – F-35A: 2 примерка су уговорена, а 35 је још планирано.[140]
- Норвешка – F-35A: 4 примерка су уговорена, а 56 је још планирано.[191]
- Уједињено Краљевство – F-35B: 48 примерака је уговорено, а 138 је још планирано.
- САД – планирана је набавка, укупно 2.443 примерка:
  - F-35A – 1.763 примерка су планирана за Ратно ваздухопловство,
  - F-35B/C – 420 примерака је планирано за Морнарички корпус и
  - F-35C – 260 примерака је планирано за Ратну морнарицу.[140][192]

### Планиране набавке
- Канада – F-35A: планирана је набавка укупно 65 примерака.[140]
- Израел – F-35A: планирана је набавка 19 примерака,[140] а рачунају на укупно 75.[185]
- Јапан – F-35A: планирана је набавка 42 примерка.[140]
- Јужна Кореја – F-35A: планирана је набавка 40 примерака.[140][193]
- Финска– F-35A: планирана је набавка укупно 64 примерака.
- Чешка Република — F-35A: планирана је набавка.
- Немачка — F-35A: планирана је набавка.
- Пољска — F-35A: планирана је набавка.
- Белгија — F-35A: планирана је набавка.
- Данска — F-35A: планирана је набавка.
- Сингапур — F-35A: планирана је набавка.

## Удеси
- F-35A је 23. јуна 2014. године, у поступку слетања са тренажног лета, у ваздухопловној бази Еглин код Флориде, Сједињене Америчке Државе, доживео пожар на моторском подручју. Пилот се катапултирао неповређен. Несрећа је изазвала прекид свих тренажних летова од 25. јуна до 3. јула.[194] Током истраге инцидента, откривени су делови мотора из спаљеног авиона на писти, што указује да је био значајан отказ мотора.[195] Скинута је забрана летења 15. јула, са ограничењима у анвелопе лета. Прелиминарни налази указују да је прекомерно трљање лопатица вентилатора мотора створило повећање трења и хабање и на крају резултирало катастрофалним отказом вентилатора.[196]
- 22. августа 2018. године догодио се удес на писти у ваздухопловној бази Еглин код Флориде, Сједињене Америчке Државе, током лета, приликом повратка односно слетања авиону F-35А је отказао стајни трап, пилот није био повређен.[197]
- F-35B се 29. септембара 2018. године срушио у Јужној Каролини, Сједињене Америчке Државе, пилот се успешно катапултирао. То је био први губитак веома скупоценог америчког авиона са смањеном уочљивошћу пете генерације, два дана пре губитка, авиони F-35 су први пут имали борбену употребу, бомбардујући Талибане у Авганистану.[198][199][200]

## Карактеристике
| Карактеристике три основне варијанте авиона -35 лајтнинг II | Карактеристике три основне варијанте авиона -35 лајтнинг II                                             | Карактеристике три основне варијанте авиона -35 лајтнинг II               | Карактеристике три основне варијанте авиона -35 лајтнинг II               |
| Параметар                                                   | F-35A                                                                                                   | F-35B                                                                     | F-35C                                                                     |
| ----------------------------------------------------------- | --- | ------------------------------------------------------------------------- | ------------------------------------------------------------------------- |
| Посада                                                      | један                                                                                                   | један                                                                     | један                                                                     |
| Геометрија                                                  | |                                                                           |                                                                           |
| Дужина                                                      | 15,7 | 15,6                                                                      | 15,7                                                                      |
| Висина                                                      | 4,38 | 4,36                                                                      | 4,48                                                                      |
| Размах крила                                                | 10,7 | 10,7                                                                      | 13,1                                                                      |
| Површина крила                                              | 42,7 | 42,7                                                                      | 62,1                                                                      |
| Размах хоризонталног репа                                   | 6,86 | 6,65                                                                      | 8,96                                                                      |
| Маса                                                        | |                                                                           |                                                                           |
| Празан опремљен                                             | 13.300                                                                                                  | 14.500                                                                    | 13.300                                                                    |
| Максимална                                                  | 31.746                                                                                                  | 27.211                                                                    | 31.746                                                                    |
| Стандардна, реперна (са 50% унутрашњег горива)              | 18.067                                                                                                  | 20.100                                                                    | 18.245                                                                    |
| Унутрашње гориво                                            | 8.390                                                                                                   | 6.030                                                                     | 8.890                                                                     |
| Подвесни терет                                              | 8.160                                                                                                   | 6.800                                                                     | 8.160                                                                     |
| Стандардна варијанта наоружања                              | - Топ -22/A, 25 mm, 180 граната - Две ракете ваздух-ваздух AIM-120C - Две вођене бомбе GBU/31 JDAM, 2.000 | - Две ракете ваздух-ваздух AIM-120C - Две вођене бомбе GBU/31 JDAM, 2.000 | - Две ракете ваздух-ваздух AIM-120C - Две вођене бомбе GBU/31 JDAM, 2.000 |
| Погон                                                       | |                                                                           |                                                                           |
| Мотор P&W F135                                                     | F135-PW-100 или GE F136                                                                                 | F135-PW-400 или GE F136                                                   | F135-PW-600 или GE F136                                                   |
| Основни потисак                                             | 128 | 128                                                                       | 128                                                                       |
| Потисак са допунским сагоревањем                            | 191 | 191                                                                       | 191                                                                       |
| Вертикални потисак                                          | 0 | 0 до 189                                                                  | 0                                                                         |
| Перформансе                                                 | |                                                                           |                                                                           |
| Максимална брзина                                           | ~ 2.200                                                                                                 | ~ 2.200                                                                   | ~ 2.200                                                                   |
| Махов број                                                  | 1,6+ | 1,6+                                                                      | 1,6+                                                                      |
| Борбени радијус                                             | >1.093                                                                                                  | >883                                                                      | >1.100                                                                    |
| Долет (интерно гориво)                                      | 2.200                                                                                                   | 1.667                                                                     | 2.570                                                                     |
| Максимални фактор аеродинамичког оптерећења                 | 9,0 | 7,0                                                                       | 7,5                                                                       |

- ‡ При одређеним задацима носи топ GAU-22/A, 25 mm у спољњем контејнеру, интерни је уграђен само у варијанту A.